# 한국의 직업구조
이 문서는 한국의 직업구조에 대한 것이다.

## 개요
사람들은 어떤 종류이건 직업을 가짐으로써 자신과 가족의 생계를 유지할 뿐만 아니라 사회적 지위와 심리적 만족을 얻는다. 제1차적으로 직업은 생계유지라는 경제적인 측면에서 중요성을 갖고 있다. 그러나 실제 직업이 개인에게 미치는 영향은 경제적인 차원을 훨씬 넘어 사회생활 전반에 걸쳐 작용한다. 또한 한 사회의 직업구조는 그 사회의 가치체계·경제체제·인구구조 등 여러 요인에 의해 결정되고 지배된다. 한국에 있어서 전통적인 '사농공상(士農工商)'의 직업과 연관된 계급의식이 과거 한국의 직업 및 산업구조와 또 그 발달에 큰 영향을 미쳤으리라는 것은 충분히 짐작할 수 있다. 반면 직업 및 산업구조의 변동은 직업에 대한 가치관의 변동과 기타 여러 사회제도의 변화를 수반하게 된다. 현재 우리가 경험하고 있는 경제발전과 이에 따른 산업·직업구조의 변동은 전통적인 '사농공상'의 가치관 아래에서는 유지될 수 없는 것으로 이러한 전통적인 가치관의 변동은 그것이 경제발전이나 사회변동의 선행조건이든 결과이든 간에 필수적인 현상이 아닐 수 없다. 경제발전과 사회변동에 따른 산업 및 직업구조의 변동은 단순히 평면적인 분포상의 변동을 의미하지는 않는다. 경제발전과 사회변동은 새로운 산업과 직업을 만들어낼 뿐만 아니라 직업을 분화시키고 직업의 질을 변화시킨다. 그 한예로서 1920년대 한국에서의 방직업이라면 그것은 거의 가내수공업을 의미하였다. 그러나 같은 방직업이라 해도 오늘날의 그것은 수공업을 의미하지는 않는다. 이와 같은 종류의 직업이나 산업이라고 하여도 그 일의 내용이나 그것이 요구하는 종사자의 질은 시간에 따라 변화하는 것이 보통이다. 이러한 현상은 결과적으로 한 사회의 직업이나 산업구조가 어떻게 변화되었는가를 살펴보는 데 큰 제약점이 되고 있다. 따라서 산업 및 직업구조의 변화를 평면적으로 살펴볼 때에는 사회발전과 경제발전은 필수적으로 직업 및 산업의 분화와 그에 따른 질의 변화를 야기시킨다는 것과, 평면적인 분포상 변화의 이면에는 반드시 이러한 근본적인 변화가 존재한다는 것을 염두에 둘 필요가 있다.'직업'이란 한마디로 사람들이 사업장에서 종사하고 있는 일의 종류를 뜻한다. '산업'은 이와는 달리 사람들이 종사하고 있는 사업장의 업종을 말한다. 예를 들어 농장에서 농장관리를 하고 있는 사람을 생각해 보자. 이때 이 사람의 직업은 그가 일하고 있는 사업장(농장)에서 관리적인 일에 종사하고 있기 때문에 '관리적 직업'이 된다. 한편, 그가 일하고 있는 사업장의 업종은 농업이기 때문에 그가 종사하고 있는 산업의 종류는 '농업'이 된다. 산업이나 직업을 어떻게 분류해야 하는가, 또 어느 정도까지 자세히 분류해야 하는가는 직업이나 산업관계를 취급하는 사람들에게 늘 문제거리가 되고 있다. 대개 산업이나 직업의 분류는 그 세밀성의 정도에 따라 3가지 정도로 나뉜다. 대분류(大分類)·중분류·소분류가 그것이다. 대분류에는 10개 내외의 종류가, 중분류에는 50-60개 정도가, 소분류에는 100개 이상의 종류가 포함되는 것이 보통이다. 예를 들면 한국의 1960년 센서스(census)의 분류를 보면 산업의 경우 대분류 9가지, 중분류 44가지, 소분류 131가지로 분류되었다. 직업의 경우 이들은 각기 10, 66, 242였다. 직업을 세밀히 분류하게 될 때에는 산업의 종류도 함께 고려하게 된다. 예로서 대분류에서 같은 관리직에 포함된다 하여도 그것이 더 세분되면 농업 관리인·제조업 관리인 등으로 나뉘게 된다. 이때 순수한 직업적 의미를 갖고 있는 것은 '관리인' 뿐이며, 농업·제조업은 산업분류에 속하는 것이다. 여기에서는 주로 대분류를 사용해서 직업 및 산업구조를 살펴보고자 한다.한국인의 직업과 사회구조에 대한 자료가 수집·발표되기 시작한 것은 1910년이다. 그러나 1930년 센서스가 있기 전의 자료는 극히 단편적인 것으로 그다지 유용성이 없다. 1930년 센서스의 결과로서 비로소 어느 정도 정밀한 자료가 수집되었다. 1940년 센서스에서도 직업 및 산업에 관한 구체적인 항목이 포함되어 있었지만, '종사(업)상의 지위'에 관한 자료를 제외하고는 전부 미발표인 채로 그쳤다. 1949년 센서스에서도 산업 및 직업에 관해 묻고 있지만, 6·25전쟁으로 인한 자료의 손실로 현재 대분류에 의한 산업구조밖에는 알 수가 없게 되었다. 1955년 이후에는 모든 센서스에서 직업 및 산업에 관한 구체적인 정보가 수집되고 발표되었다. 다른 개발도상에 있는 국가들과 비교해 볼 때, 한국은 비교적 풍부한 자료를 갖고 있는 셈이다. 그러나 이들 자료의 수집 및 분류방법이 거의 매 센서스마다 바뀌고 또 기타 조사자료도 그 정의나 분류방법에 일관성을 갖지 못해, 이들 자료를 사용하여 한국의 직업 및 산업구조를 세밀히 고찰하는 데에는 여러 가지 문제점이 있다. 여기서는 이러한 문제점에 대한 구체적인 고려 없이 개괄적인 추세만 살펴보고자 한다.

## 유업자의 비율
1930년 센서스에 의하면 한국에 있어서의 총인구에 대한 유업자(한국인에
한함)의 비율은 46%에 달하였다. 남자의 경우 유업자의 비율은 60%, 여자의 경우
33%였다. 1940년 센서스에 의하면 남자 유업자의 비율은 54%로, 여자 유업자의 비율은
22%로 떨어졌다. 그리고 총유업자의 비율은 38%에 불과했다. 특히 여자의 경우 11%에
달하는 유업자 비율의 저하는 두 센서스간의 유업자의 정의(定義)에 변화가 있었던
데 그 주요원인이 있다. 1930년 센서스에서는 집에서 부업으로 돗자리나 가마니를
짜거나 목면을 짜는 여자들도 거의 유업자로 취급된 반면, 1940년 센서스에서는 이들
중 80% 이상이 무업자(無業者)로 취급되었다. 1944년 센서스에서 여자 유업자의 비율은
다시 29%로 상승하였다.남자 유업자의 비율은 1930년 이후 계속 내려가고 있다.
일제(日帝) 말기인 1944년에 남자 유업자의 비율은 53%를 보이고 있다. 1949년 센서스는
남한에 국한되었지만, 유업자의 비율은 더 하락하여 50%로 떨어졌다. 다시 남자 유업자의
비율은 1955년에는 45%, 1960년에는 40%, 1966년과 1970년에는 37%를 보이고 있다.
1930년에서 1960년에 이르는 동안 남자 유업자의 비율은 꼭 3분의 1이 감소되었다.
한편 여자의 경우, 유업자의 비율은 1944년에서 1955년에 이르는 동안 별 변화가
없다. 그러나 1955년과 1960년의 두 센서스 사이에 여자 유업자 비율은 30%에서 16%로
거의 반감하고 있다. 1970년 이후로 여자 유업자의 비율은 급속히 상승하여 1987년에
이르러서는 45%를 보였다. 여자의 경우 1955년과 1960년 사이의 큰 변화는 사실상의
변화라기보다는 두 센서스간에 여자 유업자의 정의에 차이가 생긴 데에 그 근본 원인이
있다고 보겠다. 1955년 여자 유업자 중 농·수산업 종사자는 90%에 달하고 있다.
반면 1960년 이에 해당하는 수치(數値)는 70%로 떨어지고 있다. 물론 이러한 변화
중 상당 부분이 급격한 도시화와 농촌인구의 도시이동 등 여러 가지 사회·경제적
변화와 연관하여 설명이 된다. 그러나 5년 사이에 20%에 달하는 변화는 역시 두 센서스
사이에 농촌에서 농업관계의 일을 하고 있는 부녀자의 경우를 유업자 혹은 무업자로
분류하는 데 큰 차이가 있었다는 것을 시사한다. 1960년 이후 점진적인 여자 유업자
비율의 상승은 단적으로 여자의 노동력 참가비율이 비농업부문에서 높아진 데 기인한다.
한편 남자의 경우, 유업자의 비율이 왜 계속하여 저하했는가에 대해서는 여러 가지
이유를 들 수 있다. 노동력 참가비율이 높은 영농가구(營農家口)의 감소, 일반적인
교육수준의 향상으로 인한 소년 연령층의 노동력 참가비율의 저하 등을 주요 이유로
들 수 있다.1955년 센서스에 의하면, 연령별 유업자의 비율은 30세에서 59세에 이르는
연령층에서 가장 높아, 남녀 합해서 약 76%의 유업률(有業率)을 보였다. 특히 남자의
경우, 이 연령층에서의 유업자의 비율은 약 93%에 달하였다. 남녀 총 유업자의 비율은
20세 이하와 65세 이상에서는 50%를 보인다. 남자의 경우만을 떼어놓고 볼 때, 이들
연령층에서의 유업자의 비율은 70%에 미달한다. 1960년과 1966년 센서스 자료에 의하면
각 연령 집단별 유업자의 비율은 1955년의 것에 비해 상당히 낮다. 그러나 연령별
유업자 비율의 변화 유형에는 큰 차이가 없다. 단, 1955년에 비해 1960년 이후에는
낮은 연령층, 즉 19세 이하의 연령층에서의 노동력 참가율이 아주 현저히 낮아졌다.
1955년에 62%였던 14~19세의 남자 유업자의 비율이 1966년에 이르러서는 38%로 감소하였다.
1980년대 이후에는 사회·경제의 발전과 함께 유업자의 비율이 큰 폭으로 증가하고
있으며, 그 중에서도 여자의 유업률이 두드러지게 높아지고 있다.
| 연도 | 비율 | 비율 | 비율 |
| 연도 | 계   | 남   | 여   |
| ---- | ---- | ---- | ---- |
| 1930 | 46   | 60   | 33   |
| 1940 | 38   | 54   | 22   |
| 1949 | 40   | 50   | 28   |
| 1955 | 37   | 45   | 30   |
| 1960 | 28   | 40   | 16   |
| 1966 | 27   | 37   | 18   |
| 1970 | 28   | 37   | 19   |
| 1987 | 58   | 72   | 45   |
| 1995 | 62   | 77   | 48   |

- 자료：1930~66, 각종 센서스 보고서 1970, 1987, 1996 한국통계연감

## 산업구조의 변화와 직업구조
産業構造－變化－職業構造한국은 전통적으로 농업사회였다. 농업의 중요성에 대한 전통적인 강조가 어느 정도 있는가에 대해서는 췌언(贅言)을 요하지 않는다. 1910년 경찰의 집계에 의하면, 한국인 취업자 가운데 86%가 농림·목축업에 종사하고 있다. 그러나 실제 85% 가량이 농업이고 임업 및 목축업 종사자는 1% 정도였을 것으로 추측된다. 1920년과 1925년 집계에 의하면, 농림·목축업 종사의 비율은 각각 88%와 84%를 보이고 있다. 어업과 염업을 포함하여 제1차 산업에 종사하는 사람은 1920년과 1925년에 각기 총 취업자의 89%와 86%를 차지하고 있다. 한편 공업 종사자의 비율은 1925년까지 2%에 불과하였다. 그것도 수공업과 대장간 등이 주(主)였다고 보면, 실제 공업은 거의 없었다 해도 과언이 아니다. 한편 상업 및 교통업 종사자가 6%, 고무·자유업에 종사하는 사람은 2%를 차지하고 있다. 즉, 1925년까지 제3차 산업에 종사하는 사람의 비율은 총취업자의 8%를 나타냈다. 기타로 분류된 경우도 2-5%에 달하고 있다. 1930년 센서스 결과에 의하면 농업 및 어업 종사자는 총 취업자의 약 82%를 차지하고 있고, 1940년에 이르러서는 75%로 감소하였다. 그러나 1930-1940년 사이 농업·어업 종사자의 비율 변동은 남녀별로 볼 때 반대의 현상이 나타난다. 남자의 경우 83%에서 71%로 감소한 반면, 여자의 경우는 81%에서 83%로 증가하였다. 이러한 현상은 앞의 여자 유업자 비율 변동에 관해 설명할 때 언급한 바와 같이 1930년 센서스에서 여자 공업 종사자, 특히 농촌지역의 수공업 종사자가 다른 센서스에 비해 과잉 보고되어 상대적으로 농업 종사자의 비율이 낮아졌던 데 기인한다. 1925년까지 2%에 불과했던 공업·광업 종사자는 1930년에 이르러 6%로 크게 늘어났다. 그러나 여자 수공업 종사자의 과잉 보고로 인해 지나치게 증가한 여자 공업인구를 빼면 1930년의 공업 종사자 인구 비율은 3% 정도였을 것으로 추산된다. 따라서 1940년의 공업·광업 종사인구 비율 5%라는 것도 역시 1930년에서부터 1940년에 이르는 사이에 공업인구 비율이 점진적으로 증가하였음을 나타내는 것으로 해석된다. 1925년에서 1930년 사이에 제3차 산업에 종사하는 인구의 비는 별 변화가 없었다. 그러나 1930년에서 1940년 사이에 제3차 산업 종사자의 비율은 약간 상승되고 있다. 1930년에서 1940년 사이의 산업구조의 변동, 즉 제1차 산업 종사인구 비율의 감소와 제2차 및 제3차 산업 종사인구 비율의 증가는 크게 2가지 이유에 의한 것으로 생각할 수 있다. 우선 중부(경인)지역 및 북부(함경·평안도)지역의 공업화 추진에 따른 많은 농촌인구의 도시유출 및 막대한 농촌인구의 일본 및 만주로의 유출이 그것이다. 그러나 전반적으로는 일제시대 말까지 절대다수의 취업자가 농업에 종사하고 있었고, 따라서 한국사회가 근본적으로 농업사회였다는 데에는 의심의 여지가 없다.

### 광복 후의 직업구조
光復後－職業構造    광복 직전의 북한을 포함한 한국 전체의 산업구조와 비교할 때, 광복 직후 남한에 있어서의 산업구조는 제2차 산업 종사인구 비율이 낮고, 제3차 산업 종사인구 비율이 상대적으로 높다. 이러한 차이는 광복 전에 대부분의 공장이 이북에 위치하고 있었다는 사실로서 설명해 볼 수 있다. 즉, 남한지역만을 놓고 볼 때 광복 직전과 직후를 비교해 본다면 산업구조는 별로 차이가 없었을 것으로 추측된다. 여하간 1949년 남한에서의 농림·수산업 종사자의 비율은 남자 74%, 여자 90%, 계(평균) 80%에 달하였다. 이러한 산업별 인구분포는 1955년까지 별 변화가 없었다. 1955년 이후 한국(남한)의 산업구조에는 커다란 변동이 일기 시작했다. 제1차 산업 종사인구 비율의 급격한 저하와 기타 산업부문에서의 종사자 비율 증가가 그것이다. 1960년 센서스에 의하면 농림·수산업 종사자의 비율은 10% 이상 떨어져 남자의 경우 64%, 여자 70%, 전체 66%를 보였다. 가장 급격한 종사자 비율의 증가를 보인 산업은 제2차 산업 부문이다. 1949년 3%에 불과하던 제조업 및 광업 종사자는 1960년에 10%로 상승하였다. 이러한 유형의 산업구조의 변동은 1960년 이후에도 계속되었다. 1970년에 이르러 농·수산업 종사자는 불과 51%로 감소하였다. 1960년에서 1970년에 이르는 10년 동안 제조업 종사인구 비율도 약 4%나 성장하였다. 그러나 1960년부터 1970년까지의 10년 사이에 가장 괄목할 만한 성장을 보인 것은 서비스업이다. 1970년 상업을 포함한 제3차 산업 종사자는 총 취업인구의 35%를 차지하였다.1987년 농·림·어업 종사자는 약 22%에 불과하며, 광업·제조업은 28%, 사회간접자본 및 기타 서비스업이 50%로서 제3차 산업 종사자가 총 취업 인구의 반을 차지하였다. 1995년의 농·림·어업 종사자는 12.5%로 계속 감소하고 있는 추세이며, 광공업도 23.6%로 1990년 27.6%를 기록한 이후 점점 감소하고 있다. 반면 사회간접자본 및 기타 서비스업은 64%로 나타나 우리나라의 산업구조가 제3차 산업 위주로 바뀐 것을 알 수 있다.

## 직업구조의 변동
職業構造－變動    직업구조의 변동은 산업구조의 변동과 불가분의 관계를 갖고 있다. 한국에서 사용되어 온 직업분류에 의하면 판매직·농부·어부·광부 등 몇 가지는 상업·농업·어업·광업 등의 산업분류와 직결되어 있다. 물론 이들 사이에 구체적 내용에 있어서 차이가 있다는 것은 말할 것도 없다. 그러나 실제로 농부·어부·광부 등은 거의가 농업·어업·광업 종사자들로 구성되어 있고, 반대로 이들 산업 종사자는 거의가 농부·어부·광부의 직업을 갖고 있다. 그 정도는 덜하지만 판매직과 상업도 비슷한 관계에 놓여 있다. 따라서 이들 직업 종사자의 분포가 어떻게 변하여 왔는가는 그에 상응하는 산업의 경우와 별 차이를 보이지 않으며, 구체적으로 재론할 필요는 없겠다. 한마디로 말하면 농부·어부·광부직에 종사하는 인구의 비율은 1940년까지 점진적으로 감소해왔고, 제2차 세계대전 후 남한에서의 이들 직업에 종사하는 인구의 비율은 전쟁 중 한국 전체의 농부·어부 비율에 비해 높았다. 그러나 농·어부의 비율은 1955년 이후 급격한 감소를 보였다. 한편 판매직 종사자의 비율은 1930년 이후로 계속 상승을 하였으며, 특히 1955년 이후의 상승은 현저하였다.한국에서 전문직·기술직·관리직 및 사무직 종사자의 비율은 1940년까지 상당히 낮아서, 이들을 모두 합하여 총 2%에 불과했다. 그러나 이들 직업에 종사하는 인구의 비율은 계속 점진적으로 상승하여 1970년에는 전국적으로 12%를 나타냈다. 그러나 1955년 남한에서 이들의 비율은 8%에 불과했다. 1940년에 숙련·반숙련 및 단순노동자에 종사하는 인구의 비율이 비교적 높았던 것은 1930년 이후 일본 식민정권에 의한 이북의 공업화 추진에서 그 주요 원인을 찾을 수 있다. 남한에서 이들 노무자의 비율이 급격히 상승하기 시작한 것은 1960-1966년 사이였다. 1960년에 9%에 불과하던 노동자의 비율은 1966년에 17%로 늘어났다. 물론 그 원인의 일부가 양 센서스 사이에 직업분류의 방법 및 정의가 달랐던 데 있었던 것으로 생각되지만, 역시 가장 중요한 원인은 1962년 이후 제1차 경제개발 5개년계획에 의해 추진된 급속한 공업화라고 생각된다. 종사자의 분포에 있어서 큰 변화를 보인 기타의 직업으로는 서비스직이 있다. 1955년 이후 이 직업 종사자의 비율은 상당히 늘어나고 있다. 기타 직업에서는 일관성이 있는 의미깊은 변화를 찾아보기가 쉽지 않다.과거 한국의 직업분포의 변화를 한마디로 표현한다면 직업의 다양화 및 분화라고 할 수 있다. 1940년 센서스에 의하면, 대분류된 직업 가운데 총 유업자의 5% 이상을 차지하고 있던 직종은 농부와 노무직(숙련·반숙련 및 단순 노무직 포함)의 두 가지에 불과했지만 80년대에는 전문지식 관련 종사자, 행정·관리직 종사자, 사무·관련직 종사자, 판매 종사자, 서비스 종사자, 농·림·어업 종사자, 생산·운수·단순 노무자 등 여러 가지로 나뉜다.1987년 전(全)직업 종사자 중 생산·운수·단순 노무자가 34%로서 가장 큰 비중을 차지하고 있고 농·림·어업 종사자 22%, 판매종사자 15%, 사무·관련직 종사자 12%, 서비스 종사자 10%, 전문기술·관련 종사자 6%, 행정·관리직 종사자 1%의 순으로 많다.

### 성별·교육정도별 직업구조
性別·敎育程度別職業構造산업의 경우도 그러하지만 유업자의 직업구조도 남녀별로 큰 차이를 보인다. 남자에 비해 여자가 종사하는 직업의 종류는 훨씬 제한되어 있다. 여자가 상대적으로 높은 종사비율을 보이는 직업으로는 서비스밖에 없고 그외는 모두 남자의 종사비율이 높은데 특히 행정·관리직과 전문 기술직, 생산·운수직에서 두드러지게 높다.농촌의 경우 여자는 거의 대다수가 농업에 종사하고 있다. 그러나 남자 유업자의 경우는 기타 직종에 종사하는 인구도 상당수에 달한다. 도시에서 여자 유업자는 다양한 직종에 종사하고 있지만 서비스직·노무직·판매직에 종사하는 비율이 높고, 남자 유업자는 전문직·기술직·행정직·관리직 등에 종사하는 비율이 높다.또한 직업은 그 종사자의 교육정도와 밀접한 연관성을 보인다. 교육정도별 직업의 차이는 산업에서 훨씬 뚜렷하다. 이러한 현상은 사람들이 어떤 직업을 택하느냐 하는 것이 어떤 직업훈련을 받았느냐는 것과 함께 나타나는 것으로 보인다.

### 직업별 연령분포
職業別年齡分布    직업 종사자의 연령별 분포는 직업별로 많은 차이를 보인다. 같은 교육수준을 요구하는 직종이라 하더라도 전문·기술 및 사무직과 관리직 사이에는 그 종사자의 연령구조에 있어 큰 차이를 보인다. 1997년 센서스에 의하면 유업자는 20세부터 54세까지 고른편인데 특히 35-39세의 연령층이 많다. 그리고 전문직은 20-34세의 비교적 젊은층에 종사자가 많고, 사무직도 20-30대에 집중되어 있으며 농업은 고연령층으로 갈수록 많다.